# Alan Winde
Alan Winde, né le 18 mars 1965 à Knysna, est un homme d'affaires et un homme politique sud-africain, membre de l'Alliance démocratique. Il est Premier ministre de la province du Cap-Occidental depuis 2019.

## Biographie
Après avoir lancé différentes affaires, il travaille comme consultant chez Aldes Business Brokers.
En 1996, Alan Winde est élu membre indépendant du conseil du district du Cap-Sud. Le 2 juin 1999, il est élu comme membre du Parti démocratique au Parlement du Cap-Occidental.
Le 22 mai 2019, il est élu Premier ministre du Cap-Occidental.